# 동대문구청장
동대문구청장은 서울특별시 동대문구의 구청장이다.

## 역대 동대문구청장
| 구분     | 성명            | 재임기간                           | 비고                                 |
| -------- | --------------- | ---------------------------------- | ------------------------------------ |
| 1        | 소선규 (蘇宣奎) | 1945년 8월 15일 ~ 1946년 10월 26일 | 초대 동대문구청장                    |
| 2        | 서윤석 (徐允錫) | 1946년 10월 27일 ~ 1946년 12월 1일 |                                      |
| 3        | 김교홍 (金敎鴻) | 1946년 12월 2일 ~ 1947년 3월 7일   |                                      |
| 4        | 윤상직 (尹相稷) | 1947년 3월 8일 ~ 1949년 2월 13일   |                                      |
| 5        | 변호진 (邊浩鎭) | 1949년 2월 14일 ~ 1950년 12월 24일 |                                      |
| 6        | 지성준 (池盛濬) | 1950년 12월 25일 ~ 1954년 3월 16일 |                                      |
| 7        | 이갑주 (李甲柱) | 1954년 3월 17일 ~ 1956년 9월 16일  |                                      |
| 8        | 이찰갑 (李擦甲) | 1956년 9월 17일 ~ 1957년 10월 20일 |                                      |
| 9        | 이송 (李松)     | 1957년 10월 21일 ~ 1959년 8월 23일 |                                      |
| 10       | 우상엄 (禹象嚴) | 1959년 8월 24일 ~ 1960년 5월 17일  |                                      |
| 11       | 정문현 (鄭文鉉) | 1960년 5월 18일 ~ 1961년 6월 19일  |                                      |
| 12       | 박유서 (朴有緖) | 1961년 6월 20일 ~ 1963년 1월 24일  |                                      |
| 13       | 기천식 (奇天植) | 1963년 1월 25일 ~ 1964년 7월 23일  |                                      |
| 14       | 이희춘 (李喜瑃) | 1964년 7월 24일 ~ 1968년 5월 20일  |                                      |
| 15       | 이상덕 (李相德) | 1968년 5월 21일 ~ 1969년 11월 19일 |                                      |
| 16       | 기천식 (奇天植) | 1969년 11월 20일 ~ 1970년 7월 9일  |                                      |
| 17       | 주용준 (朱瑢焌) | 1970년 7월 10일 ~ 1971년 6월 20일  |                                      |
| 18       | 서기석 (徐基錫) | 1971년 6월 21일 ~ 1972년 5월 31일  |                                      |
| 19       | 이상복 (李庠馥) | 1972년 6월 1일 ~ 1973년 6월 25일   |                                      |
| 20       | 안진 (安震)     | 1973년 6월 26일 ~ 1973년 12월 2일  |                                      |
| 21       | 손구한 (孫求漢) | 1973년 12월 3일 ~ 1974년 11월 14일 |                                      |
| 22       | 이동춘 (李同春) | 1974년 11월 15일 ~ 1975년 3월 19일 |                                      |
| 23       | 박용희 (朴容熙) | 1975년 3월 20일 ~ 1976년 3월 24일  |                                      |
| 24       | 박종문 (朴鍾文) | 1976년 2월 25일 ~ 1976년 9월 1일   |                                      |
| 25       | 함종원 (咸鍾源) | 1976년 9월 2일 ~ 1979년 6월 21일   |                                      |
| 26       | 배문환 (裵文煥) | 1979년 6월 22일 ~ 1980년 7월 27일  |                                      |
| 27       | 안기호 (安基鎬) | 1980년 7월 28일 ~ 1981년 9월 10일  |                                      |
| 28       | 신현석 (申鉉碩) | 1981년 9월 11일 ~ 1982년 9월 9일   |                                      |
| 29       | 정영섭 (鄭永燮) | 1982년 9월 10일 ~ 1985년 3월 13일  |                                      |
| 30       | 김진욱 (金振昱) | 1985년 3월 14일 ~ 1986년 1월 3일   |                                      |
| 31       | 박종우 (朴宗雨) | 1986년 1월 4일 ~ 1988년 5월 11일   |                                      |
| 32       | 이원종 (李元鐘) | 1988년 5월 12일 ~ 1988년 12월 26일 |                                      |
| 33       | 김원오 (金元五) | 1988년 12월 27일 ~ 1989년 5월 17일 |                                      |
| 34       | 변의정 (邊義正) | 1989년 5월 18일 ~ 1990년 5월 16일  |                                      |
| 35       | 최선길 (崔仙吉) | 1990년 5월 17일 ~ 1991년 7월 24일  |                                      |
| 36       | 조삼섭 (曺三燮) | 1991년 7월 25일 ~ 1993년 3월 17일  |                                      |
| 37       | 박종심 (朴鍾心) | 1993년 3월 18일 ~ 1995년 3월 19일  |                                      |
| 38       | 윤우길 (尹佑吉) | 1995년 3월 20일 ~ 1995년 6월 30일  | 관선 마지막 동대문구청장             |
| 39       | 박훈 (朴勳)     | 1995년 7월 1일 ~ 1998년 6월 30일   | 민선 1기                             |
| 40       | 유덕열 (柳德烈) | 1998년 7월 1일 ~ 2002년 6월 30일   | 민선 2기                             |
| 41       | 홍사립 (洪思立) | 2002년 7월 1일 ~ 2006년 6월 30일   | 민선 3기                             |
| 42       | 홍사립 (洪思立) | 2006년 7월 1일 ~ 2009년 5월 26일   | 민선 4기 뇌물 수수 혐의로 사퇴       |
| 권한대행 | 방태원 (方泰元) | 2009년 5월 27일 ~ 2010년 2월 25일  | 동대문구청장 선거 출마를 이유로 사표 |
| 권한대행 | 배영철 (裴永哲) | 2010년 2월 26일 ~ 2010년 6월 30일  |                                      |
| 43       | 유덕열 (柳德烈) | 2010년 7월 1일 ~ 2014년 6월 30일   | 민선 5기                             |
| 44       | 유덕열 (柳德烈) | 2014년 7월 1일 ~ 2018년 6월 30일   | 민선 6기                             |
| 45       | 유덕열 (柳德烈) | 2018년 7월 1일 ~ 2022년 6월 30일   | 민선 7기                             |
| 46       | 이필형 (李必炯) | 2022년 7월 1일 ~                   | 민선 8기                             |

## 같이 보기
- 동대문구청장 선거